# Gerhard Rimbach
Gerhard Rimbach (* 17. August 1925 in Triangel; † 20. Dezember 2004) war ein deutscher Maschinenbauer. Er war von 1980 bis 1989 Gründungsrektor der Universität-Gesamthochschule Siegen.

## Leben
Gerhard Rimbach studierte Maschinenbau, Wirtschaftspädagogik und Soziologie in Braunschweig und Köln mit Abschluss Diplom-Ingenieur und Promotion zum Dr. phil. Von 1950 bis 1960 hatte er verschiedene Tätigkeiten als Betriebsleiter und Unternehmer inne. Von 1961 bis 1971 war er Dozent an der Ingenieurschule für Maschinenwesen (SIS) in Siegen. 1971 bis 1972 war er Rektor der Fachhochschule Siegen–Gummersbach. Seit 1972 hatte er die Professur für Konstruktionslehre, Fachdidaktik des Maschinenbaus und Techniksoziologie an der Gesamthochschule Siegen inne und war Mitglied des Senats. 1972 wurde er Konrektor für Struktur-, Entwicklungs- und Haushaltsplanung. Von 1980 bis 1989 war er Gründungsrektor der Universität-GH Siegen. 1993 erfolgte die Ernennung zum Ehrensenator der Universität Siegen.

## Schriften
- Vom Reformmodell zur modernen Universität. Gesamthochschule im Lande Nordrhein-Westfalen, 20 Jahre, Düsseldorf 1992
- Kontinuität und Wandel : Rechenschaftsbericht des Gründungsrektorats der Universität-Gesamthochschule Siegen für die Jahre 1981 bis 1983, Universität-Gesamthochschule Siegen 1984